# Comissão do Mercado de Valores Mobiliários
A Comissão do Mercado de Valores Mobiliários (CMVM) é uma entidade reguladora de Portugal criada pelo decreto-lei n.º 142-A/91, de 10 de abril, considerada constituída decorridos 30 dias sobre a sua publicação, a 10 de maio de 1991. Tem como missão supervisionar e regular os mercados de instrumentos financeiros, assim como os agentes que neles atuam, promovendo a proteção dos investidores.
São também atribuições da CMVM:
- Sancionar as infrações ao Código dos Valores Mobiliários e legislação complementar;
- Assegurar a estabilidade dos mercados financeiros, contribuindo para a identificação e prevenção do risco sistémico;
- Contribuir para o desenvolvimento dos mercados de instrumentos financeiros;
- Prestar informação e tratar as reclamações dos investidores não qualificados;
- Proceder à mediação de conflitos entre entidades sujeitas à sua supervisão e entre estas e os investidores
- Coadjuvar o Governo e o respetivo membro responsável pela área das finanças;
- Desempenhar as demais funções que lhe sejam atribuídas por lei.

A CMVM é uma pessoa coletiva de direito público, dotada de autonomia administrativa e financeira e de património próprio. 
São órgãos da CMVM: 
- O Conselho de Administração;
- A Comissão de Fiscalização;
- O Conselho Consultivo;
- A Comissão de Deontologia

A CMVM integra o Sistema Europeu de Supervisores Financeiros e o Conselho Nacional de Supervisores Financeiros.